# 怪速少女
怪速少女は2012年10月6日から10月20日までNHK Eテレで放送されたショートドラマ(全3回)。

## あらすじ
渋谷・原宿でメッセンジャーのアルバイトをする女子高生・マコト・サユリ・モエは、実は明治時代から続く盗賊団だった。彼女たちは、先祖代々の借金を返すため、さまざまな依頼を遂行する。

## キャスト
- 小島藤子
- 近藤佑帆
- 最上もが
- 宇治清高
- 内海桂子
- 小田恵大
- 山口祥行

## 主題歌
- でんぱ組.inc「キラキラチューン」[1]